# 藤生 (漫画家)
藤生（ふじお）は、日本の女性漫画家。愛称は「ハニー」。

## 略歴
中学時代から同人誌を執筆。ミュージシャンのツアースタッフなどを経て、コアマガジンdrapの編集長で担当編集であるミカリンこと安宅美佳に見出され、2000年『EASY ATTRACTION HERO』でデビュー。この作品を執筆するまで本人は「BL」という言葉を知らなかったという。その後、「drap」において、本人の型破りなキャラクターと人間関係を描いたコミックエッセイ『マザーファッカーズ』や、読み切り作品数本を手掛ける傍ら、動物漫画、百合、ボーイズラブなど徐々に仕事の幅を広げ、現在に至る。

## 人物・エピソード
同じく漫画家/イラストレーターの高久尚子は、藤生が『マザーファッカーズ』内のジョークとしてdrap編集部にアシスタント志願をしたところ実際に採用されてしまったことがきっかけで交流を深めたように『マザーファッカーズ1』で描かれていた。しかし、それは脚色であり、元々友人であったのが失業をきっかけに高久氏の本格的なアシスタントになったということを『マザーファッカーズ2』P.27で述べている。
現在ではルームシェアをしている関係。Mっ気あり。酒とロックと男と女をこよなく愛する。
自称「（底辺）BL作家」。BLコミックスを出すのが夢であり「BLコミックスを出すまで死にません」と公言するほどであった。2009年3月に初のBLコミックスである『ルキン・フォー・マイ・ファンタジスタ』（角川書店刊）が刊行された。

## おもな作品

### 連載中
- 『マザーファッカーズ』（コアマガジン/drap） ISBN 4-8625-2100-2
- 『ガールズライフ』など（連載ではなく読切の隔号掲載形式）（一迅社/コミック百合姫）
- 『パーラーゆりひめ』（一迅社/小百合姫）→『parlor』（新書館/ピュア百合アンソロジー ひらり、）
- 『モテメン！』（新書館/ウンポコ）

### 連載終了
- 『ルキン・フォー・マイ・ファンタジスタ』（角川書店/CIEL TresTres） ISBN 4-0485-4272-9
- 『ひみつのおねえちゃん』（竹書房/まんがくらぶ） ISBN 978-4-8124-7762-5